# Louis Mazetier
Pour le pianiste de piano stride français, voir Louis Mazetier (pianiste).
Pour les articles homonymes, voir Mazetier.
Louis Barthélemy Olivier Mazetier, né à Saint-Michel-en-l’Herm (Vendée) le 29 octobre 1888 et mort à Saint-Fraigne (Charente) le 20 mars 1952, fut à la fois peintre, cartonnier et maître verrier.

## Biographie
Issu d’une famille de maçons creusois, quatrième des sept enfants d’Annet-Amable Mazetier et Léonide Laboureux, il fit ses études à Fontenay-le-Comte, puis à l’école normale de La Roche-sur-Yon. Après une brève carrière d’instituteur, il entra en 1911 à l’école des beaux-arts de Nantes, puis en 1913 à l’École nationale des beaux-arts de Paris, où il fréquenta les ateliers de Raphaël Collin, puis de Fernand Cormon.
Durant un séjour dans un sanatorium de Leysin (Suisse), en 1918, il fit la connaissance du maître verrier Jean Gaudin, qui, à leur retour en France, lui fit commander par le service des Monuments historiques les cartons de plusieurs verrières de la collégiale Saint-Thiébaut de Thann. À partir de 1922 et jusqu’en 1929, il fournira à l’atelier Gaudin des cartons de mosaïques ou de vitraux qui seront appelés à orner une quarantaine d’églises. On lui doit en outre les cartons d'un chemin de croix qui, exécuté en mosaïque et/ou ciment coloré, connut un grand succès et plusieurs œuvres ayant figuré dans les grandes expositions des années 1920, (citez la preuve), entre autres la très novatrice Crucifixion en « mosaïque de verre » présentée au musée Galliera en 1929.
Le 26 juin 1926, il épousa à Genève Jeanne Brunier, rencontrée lors d’un nouveau séjour en sanatorium, avec qui il s’installa à Chauny (Aisne) en 1929 pour y travailler à son propre compte. Entre cette date et 1937, il contribua à la décoration d’une douzaine d’églises de son département d’adoption.
Professant jusqu’alors un athéisme affirmé, il retrouva la foi le 29 mai 1932 au cours d’une messe à laquelle l’avait invité son ami Louis Chaigne, dont il avait fait la connaissance peu auparavant. Durant un séjour à Lavaur en 1936, il fit un pèlerinage à Lourdes qu’il qualifiera de second baptême.
Il fut du nombre des douze artistes qui, la même année, à la demande du service des Monuments historiques, créèrent pour les baies hautes de la nef de Notre-Dame de Paris des verrières qui furent présentées au pavillon pontifical à l’Exposition Internationale des Arts et Techniques dans la Vie Moderne en 1937.
Surpris par la guerre en Vendée, il séjourna de 1940 à 1944 à l’hôpital des Herbiers où, dans un atelier de fortune, il créa les verrières d’une demi-douzaine d’églises de ce département.
Recueilli par le curé de Saint-Fraigne en 1944 avec sa femme, qui décédera l’année suivante, il orna l’église de cette commune d’un vaste chemin de croix, qu’il laissera inachevé, décora la chapelle des sœurs dominicaines de Blagnac, exposa dans des galeries de Toulouse et se remaria en 1947 avec Jeanne Biedermann.

## Conclusion
N’ayant jamais appartenu à un clan, ayant vécu avec sa femme en solitaires en raison de leur mauvaise santé, desservi par son caractère difficile et son intransigeante exigence artistique, il fut vite oublié après sa mort, malgré les importantes donations de peintures que fit sa veuve en 1970 au musée Sainte-Croix des Sables-d'Olonne et au musée des Augustins de Toulouse. Le Centre Georges Pompidou détient également de lui un Reniement de saint Pierre (1947).

## Œuvres
- Verrières de l'église de Rehainviller (Meurthe-et-Moselle), 1923 ;
- Mosaïques de l'église Saint-Maurice d’Amiens, 1923 ;
- Mosaïques de la basilique Saint-Ferjeux de Besançon, 1924 ;
- Mosaïques de l'église de Wattwiller (Haut-Rhin), 1924-1927 ;
- Verrières de la chapelle Sainte Thérèse à Luçon (Vendée), 1925 ; ils illustrent la vie de la sainte ;
- Verrières du bras nord du transept de la cathédrale de Soissons, 1925 ;
- Verrière de l’Arbre de Jessé de la collégiale Saint-André-le-Bas à Vienne (Isère), 1927 ;
- Verrières du chœur de l'église Saint-Martin de Pont-à-Mousson (Meurthe-et-Moselle), 1929 ;
- Mosaïque de l'église aujourd'hui détruite Saint-Adrien de Courbevoie, 1929 ;
- Peintures murales et verrières (en partie détruites) de l'église Notre-Dame de Chauny (Aisne), 1929 ;
- Peintures murales et verrières (détruites pour ces dernières) de l'église de Bichancourt (Aisne), 1931 ;
- Verrières des églises de Trucy, Ribemont, Urcel, Coucy-la-Ville, Pancy-Courtecon, Coucy-le-Château, Bruyères-et-Montbérault (Aisne), 1933-1937 ;
- Peintures de la chapelle des fonts baptismaux de l’église Saint-François de Lavaur (Tarn), 1936 ;
- Verrière monumentale de dix mètres de haut destiné à la Cathédrale Notre-Dame de Paris, exposé à Vendée Vitrail, à Mortagne-sur-Sèvre (Vendée), 1937;
- Chemin de croix de l'église Notre-Dame-des-Otages à Paris, vers 1940 ;
- Verrières des églises de Coëx, Nalliers, La Meilleraie-Tillay, La Châtaigneraie, Le Perrier (Vendée), 1938-1943 ;
- Verrières de l'église de Faye-l'Abbesse (Deux-Sèvres), 1943 ;
- Peintures murales de l'église de Saint-Fraigne (Charente), 1944-1952 ;
- Peintures murales et verrières de la chapelle des sœurs dominicaines de Blagnac (Haute-Garonne), 1947-1950 ;
- Verrières de l'église de Champagné-Saint-Hilaire (Vienne), 1948-1950.